# Otwarte drzwi
Otwarte drzwi (wł. Porte aperte) – włoski dramat sądowy z 1990 roku w reżyserii Gianniego Amelio. Adaptacja powieści pod tym samym tytułem z 1987 roku autorstwa Leonarda Sciascia.

## Fabuła
Palermo, rok 1937. Zasłużony sędzia Vito di Francesco kieruje sprawą potrójnego morderstwa. Opinia publiczna domaga się dla zbrodniarza, który zresztą przyznał się do winy, kary śmierci. Tymczasem sędzia jest jej gorącym przeciwnikiem.

## Obsada
- Gian Maria Volonté – sędzia Vito di Francesco
- Ennio Fantastichini – Tommaso Scalia
- Renato Carpentieri – konsul
- Tuccio Musumeci – Spatafora
- Silverio Blasi – prawnik
- Vitalba Andrea – Rosa Scalia
- Giacomo Piperno – prokurator
- Lydia Alfonsi – markiza Anna Pironti
- Renzo Giovampietro – prezydent Sanna[2][3]

## Produkcja
Zdjęcia kręcono w Palermo.

## Nagrody i nominacje
Film był nominowany do Oscara dla najlepszego filmu międzynarodowego, jak również w dziewięciu kategoriach do nagrody David di Donatello, z czego ostatecznie zdobył dwie statuteki: za najlepszy włoski film roku i najlepszą główną rolę męską (Gian Maria Volonté). Obraz został również uhonorowany czterema statuetkami przez Europejską Akademię Filmową, w tym za najlepszy europejski film roku.